# El Guásimo (Los Santos)
El Guásimo es un corregimiento ubicado en el distrito de Los Santos en la provincia panameña de Los Santos.  En el año 2010 tenía una población de 610 habitantes y una densidad poblacional de 19.8 personas por km².

## Toponimia y gentilicio
Toma su nombre del guásimo un árbol del género malvaceaes que podemos encontrar en toda la región.  Etimológicamente guásimo deriva de la palabra náuhatl quauhxiotl que significa herpes de árbol o del taíno guasuma.

## Geografía física
El Guásimo se encuentra ubicada en las coordenadas 7.8193°N 80.533°W. De acuerdo con los datos del INEC el corregimiento posee un área de 30.8 km².
Está formado por la comunidad de San Luis Gonzaga y la de El Guásimo.  En la comunidad de El Guásimo las personas que lo habitan se caracterizan por su carácter hospitalario, amable, alegre y entusiasta. Entre las festividades del corregimiento se encuentra la de su santo patrono el 15 de agosto, en honor a la Asunción de la Virgen María. Entre los eventos de la patronal se encuentran eventos como corridas de toros, tamboritos y bailes típicos de sala en el Jardín Sixaola. El 3 de noviembre se celebra la semana del Campesino organizada por la Escuela de El Guásimo, festividad cuyo objetivo es recolectar fondos para la escuela. Esta última se caracteriza por sus tamboritos y un desfile de carretas que recorre las principales vías del pueblo hasta el Jardín Sixaola en el centro del pueblo.

## Demografía
De acuerdo con el censo del año 2010, el corregimiento tenía una población de unos 610 habitantes. La densidad poblacional era de 19.8 habitantes por km². 